# 지포니세이카살리
지포니세이카살리(이탈리아어: Giffoni Sei Casali)는 이탈리아 캄파니아주 살레르노도에 위치한 코무네다.

## 같이 보기
- 몬티 피첸티니
- 지포니발레피아나
- 지포니 영화제